# Castelvecchio Calvisio
Castelvecchio Calvisio är en ort och kommun i provinsen L'Aquila i regionen Abruzzo i Italien. Kommunen hade 137 invånare (2018).